# Should a Doctor Tell? (film 1930)
Should a Doctor Tell? è un film del 1930 diretto da H. Manning Haynes.

## Produzione
Il film fu prodotto dalla British Lion Film Corporation.

## Distribuzione
Distribuito dalla British Lion Film Corporation, il film fu presentato a Londra il 26 settembre 1930, uscendo nelle sale britanniche l'8 giugno 1931. La Regal Talking Pictures Corp. presentò il film a New York il 21 agosto 1931.